# ファンタスティック・フォー
『ファンタスティック・フォー』（The Fantastic Four、略称はFF、F4など）は、マーベル・コミック刊行のアメリカン・コミックスに登場するヒーローチームである。
彼らが登場するコミック、アニメ、映画のタイトルにも使われている。
『スパイダーマン』、『X-メン』などと並ぶマーベル・コミックの基幹タイトルのひとつである。

## ヒーローチーム
スタン・リーとジャック・カービーによって創造され、『Fantastic Four #1』（1961年）でデビューした。アメリカのコミック史上初のチームとして誕生したスーパーヒーロー・チームである（個別のヒーローが集まったチームは既に存在した）。自分たちの正体や活動内容（非営利のヒーロー活動）を公表している。同じく超人的能力を持つミュータントとは異なり、セレブヒーローのような扱いを受け、アメリカ政府や一般人からの支持も高い。

### オリジン
自家製ロケットによる宇宙飛行中に未知の宇宙線を浴びた四人の若者（リード、スーザン、ジョニー、ベン）は、その影響で超能力を獲得した。地球に帰還した彼らはその能力を正義のために使うことを決意し、ニューヨークに本拠基地を設置。四人は各々の超能力と、リーダーとなったリード（ミスター・ファンタスティック）が開発したさまざまな超発明を武器にして、地球を脅かす様々な悪と戦い続ける（非営利団体）。チームのシンボルマークは④（○に4）。

## 作品

### 漫画作品
Fantastic Four
（Vol. 1） 1961年〜1996年、2012年 1996年は416号まで。2012年に600号から611号
（Vol. 2） 1996年〜1997年 全13号
（Vol. 3） 1998年〜2003年 全70号
（Vol. 4） 2012年から開始
日本では1978年に光文社から日本語版コミックが初出版された。
Ultimate Fantastic Four
2004年〜2009年。全60号。アルティメット・マーベルの作品の一つ。

## 登場人物

### メンバー
構成メンバーが一時的に変わることもあるが、通常は以下の4人で構成される。
ミスター・ファンタスティック (Mr．Fantastic)
本名：リード・リチャーズ (Reed Richards)
チームのリーダーで、天才的な科学者。身体をゴムのように自在に伸び縮みさせることができる。常に冷静沈着で理性的。それゆえに、感情的になったメンバーと衝突することもある。ドクター・ドゥームとは大学の同級生であった。
インビジブル・ウーマン(The Invisible Woman)
本名：スーザン（スー）・リチャーズ　(Susan "Sue" Richards)
リードの妻で、ジョニーの実姉。自分の身体を透明化することができ、透明なエネルギーシールドをつくることもできる。チームのサブリーダーで、現在は二児の母となっている。初期はインヴィジブル・ガールと名乗っていた。
ヒューマン・トーチ (The Human Torch)
本名：ジョニー・ストーム (Johnny Storm)
スーザンの弟。全身を高熱の火炎で包み、空を飛ぶことができる。両手から高熱火炎のファイア・ブラストを放つ。ベン（ザ・シング）とは良いケンカ友達。初期のころはスパイダーマンやX-メンのアイスマンとは、ティーンエイジャーヒーロー仲間だった。
ヒューマン・トーチという名のヒーローはジョニーで二代目であり、初代は第二次世界大戦中にヒーローチーム「インベーダーズ」としてキャプテン・アメリカ達と共に戦ったアンドロイドである。能力自体は、全く同じ。
ザ・シング (The Thing)
本名：ベンジャミン（ベン）・ジェイコブ・グリム (Benjamin "Ben" Jacob Grimm)
ゴツゴツしたオレンジ色の岩のような身体を持ち、無類の頑丈さと怪力の持ち主。無口でぶっきらぼうだが心優しい巨人。元空軍のテストパイロットの宇宙飛行士。リード夫妻とは大学時代からの友人。ゲルという異名もある。
他の3人とは違い人間の姿に戻ることは出来ず、自分の醜い風貌に深く悩んでいたが、アリシアとの出会いから、その悩みを克服した。戦闘開始の雄叫びは「It's clobberin' time!」（「さあ、ぶっつぶしてやるぜ！」といった意味）。ハルクと正面切って殴り合えるほどのパワーを持っている。

#### リードとスーザンの子供達
フランクリン (Franklin)
本名：フランクリン・リチャーズ (Franklin Richards)
リードとスーザンの間に生まれた息子。大変な難産であったが、生まれてきた彼をメンバー全員が祝福し、ベンが名付け親となった。彼はミュータントである（リードとスーは後天的に能力を得た元常人でありミュータントではない）。正式メンバーではないものの強力なテレキネシスを使え、超人的能力を持った二人の間に生まれた子供だけあって、その潜在的能力は計り知れないものがある。
母（スーザン）が流産した子を平行世界で新生させたり、オンスロート事件で犠牲となったヒーロー達を異次元に創りそこに新生（「ヒーローズ・リボーン」）させ、そこからヒーロー達が帰還する（「ヒーローズ・リターン」）架け橋ともなった。あまりに絶大であるその能力をオンスロートに狙われ吸収されたり、危険視したケーブルとアポカリプスにつけ狙われたり、復活したオンスロートに襲われたりした。マーベル・ユニバースの20年後のIfを描いたMC2では、FFのチーム名をファンタスィック・ファイブと改名してサイロードの名で正式メンバーとして活躍している。
ヴァレリア (Valeria)
本名：ヴァレリア・リチャーズ (Valeria Richards)
初登場時はヴァレリア・フォン・ドゥームという名前とマーベル・ガールというコードネームを名乗り、ドクター・ドゥームの娘であると自称していた。FFのコスチュームとドゥームの甲冑の一部を身につけたいでたちの金髪の少女。しかし、その正体は流産したリードとスーザンの子供を、フランクリンが別世界に送りそこで生まれた彼女が成長し、時間を遡った元の世界へ戻ってきた姿である。そのため、兄であるフランクリンより年上になってしまっていた。別世界では、リードがドクター・ドゥームを名乗っていたためフォン・ドゥームの姓を自称していたのだが、後のスーザンの流産した娘である事を自ら明かす。
平行世界の破滅を狙う敵を打ち倒した際の世界再生の影響を受けて肉体が消滅し、再びスーザンの胎内へ宿る形で新生を果たす。出産は、フランクリンの時と同じく非常に難産ではあったが、ドゥームの協力を受けて無事に生まれることができた。その際、リードが協力してくれたドゥームに娘の命名権を譲り、ドゥームの初恋の相手であった少女からとって、ヴァレリアと名づけられた。マーベル・ガールとしての能力は、スーザンの能力と同じフォースフィールドの形成（透明化はできない）と、平行世界から現代へ飛んできた時間と空間の操作、そしてある程度のサイコキネシス。子供の状態で、これらの能力の発動は今のところ見られていない。
- スパイダーマン、デアデビル、ハルク、ウルヴァリン、アントマンなどのスーパーヒーローたちとも交友が深く、それぞれ臨時メンバーとしてFFチームに参加したこともある。現在、シビル・ウォーで夫婦間にできた溝を埋めるためにリードとスーザンが一時的にチームを離れ、その間ブラックパンサーとストームの夫妻が代役を務めた。

### ロボット
ハービー (H.E.R.B.I.E.)
名前はHumanoid Experimental Robot, B-Type, Integrated Electronics（ヒューマノイド 実験ロボット Bタイプ・統合電子機器）の略。
1978年のアニメ『The New Fantastic Four』（日本未公開）に諸事情で登場できなかったヒューマントーチの代わりに4人目のメンバーとして登場したマスコットロボット。1979年より原作にも登場するようになった。

### 代表的な友人
シルバーサーファー (Silver Surfer)
本名：ノリン・ラッド (Norrin Radd)
デネブ星系の惑星ゼン・ラの出身。高度に文明が発達したせいで戦争もなくなり、戦う術を持たない自分の母星がギャラクタスに捕食されそうになった際に、ギャラクタスのヘラルド（先触れ）となり、捕食できる星を探すという奉仕を申し出、惑星の助命を勝ち取った。地球を発見し、ギャラクタスのエネルギーとされるところだったがアリシアとの接触で地球人の心に触れ、地球の助命をもギャラクタスに懇願するも決裂。FFの働きによりギャラクタスは撤退するも、その際宇宙を飛び回る力を奪われ、地球にとじこめられてしまう。ギャラクタスのパワーを受けたその身体は全身が輝く銀色の皮膚で覆われ、同じく白銀のサーフボードで宇宙空間を渡る。コズミック・パワーを駆使する、高貴な魂を持つヒーロー。
ネイモア・ザ・サブマリナー (Namor the Sub-Mariner)
海底人類。水没したアトランティスの王子。リードとはスーをめぐる恋敵でもあった。
シーハルク (She Hulk)
本名：ジェニファー・スー・ウェルターズ (Jennifer Sue Walters)
従兄弟であるハルクの血液を輸血したことで緑の肌と怪力を得た。本業は弁護士。アベンジャーズ所属の女性ヒーロー。
ブラック・パンサー (Black Panther)
本名：ティチャラ (T'Challa)
アフリカの小国ワカンダの王。史上初の黒人ヒーロー。
X-メンのストームと結婚し、シビル・ウォーの後活動を休止したリードとスーザンの代わりにチームメンバーを務めた。
ウォッチャー (Watcher)
本名：ウアトゥ (Uatu)
全宇宙の全事象を観察することのみを使命とする超種族「ウォッチャー」の一員で、地球を観察地域に指定されている。月面の基地に住み、本来は無干渉でなければならない筈だがFFにはかなり世話を焼いている。
アリシア・マスターズ (Alicia Masters)
盲目の女性彫刻家。ベンの恋人。
アガサ・ハークネス (Agatha Harkness)
強大な力を持つ魔女。スカーレットウィッチの師匠でもある。
ナサニエル・リチャーズ (Nathaniel Richards)
リードの父親であり、彼に負けず劣らず偉大な科学者でもある。タイムマシンを発明し、30世紀の未来へ行って様々荒廃した世界を復興した。FFの敵に回ったこともある。
ウィリー・ランプキン (Willie Lumpkin)
白い口ひげで丸メガネをかけたFFの馴染みの老郵便配達夫。特に超能力等は持たない一般人だが、1963年発行のFF#11から登場する古参キャラクター。
ペチュニアおばさん（Aunt Petunia）
ベンの育ての親である伯母さん。ベンは「ペチュニアおばさんが～と言ってた」「ペチュニアおばさんならこう言う」といった言い回しを多用するため名前だけは頻繁に登場するのだが実際に登場することは稀であり、最初に名前が登場したファンタスティック・フォー22号（1963年）から、実際に劇中に登場する238号（1981年）まで実に18年の歳月が経過している。
臨時メンバー
パニッシャー (Punisher)
一時期、FFのメンバー（臨時メンバー）に加わったことがある。
ゴーストライダー (Ghost Rider)
一時期、FFのメンバー（臨時メンバー）に加わったことがある。
デアデビル (Daredevil)
ニューヨークのクライムファイター（＝犯罪者退治専門のヒーロー）。一時期、FFのメンバー（臨時メンバー）に加わったことがある。デアデビルの正体は、マット・マードックという盲目の弁護士であり、その仕事上のパートナーであるフォギー・ネルソンは、FFの顧問弁護士を務めた。
スパイダーマン (Spider-Man)
ベンおじさんを亡くしたことで芸能活動を止めてヒーローに専念することにしたデビュー直後のスパイダーマンが、生活費を稼ぐ代わりの手段として自分を雇ってくれとFF本部を訪れ売り込んだのが初対面だが、前述のとおりFFは非営利団体なので給料は出ないと知り諦めた。その後も親交は続き、ピーターに寄生した宇宙生物（のちのヴェノム）を分離させるなど、スパイダーマンがリードの科学力に世話になることが多い。一時期、FFに臨時メンバーとして加わったことがある。現在のストーリーラインにおいても、戦死したヒューマントーチの代わりとしてチーム入りした。その際のコスチュームは白いもので、チーム名も“フューチャー・ファウンデーション”となっている。
他のヒーローチーム
インヒューマンズ (Inhumans)
月面の居住地に住む超人類。リーダーはブラックボルト。インヒューマンの女性クリスタルは、ジョニーの恋人であったが、のちにミュータントでマグニートーの息子クイックシルバーの妻となる。
アベンジャーズ (Avengers)
キャプテン・アメリカを始めとするヒーローチーム。特にミスター・ファンタスティックは同じ科学者であるアイアンマンやアントマンとの親交が深い。
ディフェンダーズ (Defenders)
アヴェンジャーズと並ぶほどのビッグヒーローチーム。ドクター・ストレンジが次元クラスの災厄から人々を守るために設立したチームで、ストレンジの空間を移動する魔法を使って神出鬼没に現れる。FFとは、様々な場面で共闘することが多い。
ドクター・ストレンジ (Doctor Strange)
本名：スティーブン・ヴィンセント・ストレンジ
世界最高の魔術師。FFの拠り所である科学の対極に位置するが、それゆえに互いを認め合う友人である。

### 代表的なヴィラン
ドクター・ドゥーム (Doctor Doom)
本名：ヴィクター・フォン・ドゥーム (Victor von Doom)
東欧の小国「ラトベリア」の専制君主。甲冑と鉄仮面に身を包み、超科学を駆使する。リードの大学の同級生で、彼と並ぶ天才科学者。過剰すぎるほどの完璧主義者であり、学生時代にリードが指摘したミスを認めず事故を起こして傷を負ったのを、リードの所為であると逆恨みし、彼を深く憎んでいる。事故で傷ついた顔を隠し人を捨て過去の自分との決別するために、二度と外せぬ仮面をつける意味で自ら真っ赤に焼けた鉄仮面を被った。そのため、仮面の下の素顔は焼け爛れてしまっている。
基本的にはFFの敵だが、自身との戦いで生死不明となったリードをスーザンからの依頼で探すのを手伝ったり、スーザンがヴァレリアを出産する際も難産であったためにそれを助けたりしている。また、「インフィニティ・ガントレット」や「オンスロート」等のクロスオーバー時にも、裏に策略を秘めながらもヒーロー達と共闘していた。9.11同時多発テロでは、グラウンド・ゼロ地点で救出作業をするヒーロー達のバックで涙する姿が描かれている。
ギャラクタス (Galactus)
「ビッグバン以前の宇宙」の生き残り。何百億年も宇宙を彷徨し、惑星を喰い続けるコズミック・ビーイング。その能力はほぼ無限大であり、「マーベル・ユニバースの破壊神」「宇宙魔神」と呼ばれている。唯一の弱点は、常に飢えに悩まされ、それをコントロールできないこと。
通常は鎧を身に着けた巨人のような姿をしている。しかしその実体は純粋なエネルギー体であるためどんな姿になることもできる。
地球人および宇宙のあらゆる知的生命にとっての脅威ではあるが、「インフィニティ・ガントレット」や「マーベル VS DC」のように、宇宙全体が危機に陥るような事態が発生すると、ヒーロー達の戦列に加わることもある。
善悪を超越した存在であり、人間を含む生命の象徴と言える存在として描かれることもある。彼には地球人やその他の捕食対象の惑星に住む生物に対して慈悲の心はないが、それは人間が他の生物を食べることとなんら変わりはない。
アニヒラス (Annihilus)
異次元世界「ネガティブゾーン」の支配者の一人である昆虫人。ネガティブゾーンを侵食するこちらの宇宙の拡大を止めるため、絶滅戦争「アニヒレーション・ウェーブ」を引き起こし、数百億の生命を抹殺した。しかし、ギャラクタスとそのヘラルドであるシルバーサーファー、ノヴァ、ドラックス・ザ・デストロイヤー、ロナン・ザ・アキューザー、スーパー・スクラルなどの連合軍によって辛くも食い止められる（2006年のコズミック系クロスオーバー、「アニヒレーション」事件）。
ブラスター (Blastaar)
異次元世界「ネガティブゾーン」の支配者の一人。両手から破壊エネルギーのブラストを放つ。
征服者カーン (Kang the Conqueror)
本名：ナサニエル・リチャーズ (Nathaniel Richards)
30世紀の未来からやってきた、時間と平行世界を行き来する犯罪者。アベンジャーズとも因縁が深い（元々、キャプテン・アメリカのヴィランであるため）。
リードの父と同じ名前だが、世界を救った英雄であるナサニエルに習って名づけられただけで、同一人物ではない。ドクター・ドゥームあるいはリチャーズ家どちらかの子孫ではないかと示唆されている。ドクター・ドゥームと出会ったことから彼に影響を受け、鎧と仮面をつけている。
先祖が開発したというタイムマシンで古代エジプトに漂着、現地での彼の行動は一人の奴隷青年を史上最強のミュータントの一人であるアポカリプスとして目覚めさせてしまう。
サイコマン (Psycho-Man)
微小宇宙「マイクロヴァース」の支配者の一人。人間の感情を遠隔操作できるマシンを持つ。
スクラル人 (Skrull)
宇宙列強種族のひとつで、変身能力を持つ。外見的特徴として、緑色の肌ととがった耳が挙げられる。
スーパー・スクラル (Super-Skrull)
改造手術によってファンタスティック・フォー4人の能力を得たスクラル人。本名はクラート(Kl'rt)である。
なお、スーパースクラルとは特定個人を指す単語ではないが、作中において単にスーパースクラルと言った場合、基本的にはその代表格であるクラートのことを意味する。
ライジャ
恋人だったペイボックによって地球に送られ、ベンの恋人であるアリシアに化けてスパイ活動をしようとしていたが、本当にジョニーを愛してしまい結婚までした。しかし、その事を自ら打ち明け最終的にジョニーをペイボックの攻撃から庇い死亡した。
オンスロート (Onslaught)
マーベル・ユニバース全体を巻き込んだ一大クロスオーバー「オンスロート」事件の元凶。X-メンの指導者であるプロフェッサーXの暗黒面が、宿敵であり旧友でもあるマグニートー（後述）の能力を吸収して暴走したもの。リード家の一人息子フランクリンの持つ能力を狙い、彼を拉致する。
モールマン (Mole Man)
地底人モールピープルを率いる短躯の悪人。ファンタスティック・フォーが最初に戦った敵である。
パペット・マスター (Puppet Master)
特殊な粘土を用いてターゲットとなる人物の人形を作り、自在に操る男。ベンの恋人アリシア・マスターズの父親で、後に更生しファンタスティック・フォーの友人となる。
インポッシブル・マン (Impossible Man)
惑星Poppupから来た異星人で、緑の肌ととがった頭を特徴としている。何にでも変形できる能力を持つ。決して悪人では無いが、かなりのいたずら好きであり騒動の種となる。
マグニートー (Magneto)
通称は磁界の帝王。電磁力を操るミュータントで、X-メンの宿敵だが当初はせこい悪役であり、スーザンを誘拐し、サブマリナーとファンタスティック・フォーを同士討ちさせようとした。

## アニメ

### 宇宙忍者ゴームズ
『The Fantastic Four』は、1967年9月9日から1968年9月21日にかけてアメリカABCで放送されたテレビアニメシリーズ。全20話。製作はハンナ・バーベラ・プロダクション。
製作の経緯から、マーベル・コミックを原作としたアニメーション作品としては珍しく、マーベル親会社のウォルト・ディズニー・カンパニーではなく、ハンナ・バーベラ親会社のターナー・ブロードキャスティング・システムがIPを持っている。
日本においては『宇宙忍者ゴームズ』として、1969年8月18日から12月22日に掛けてNET系列にて全19回（全20話）が放送された。その後は同局で1970年に再放送され、さらにその後は日本テレビや東京12チャンネル⇒現：テレビ東京でも放送された。近年ではカートゥーンネットワークにて、全13回が不定期に放送されている。日本語版制作には高桑慎一郎が携わった。

### The New Fantastic Four
『The New Fantastic Four』は、1978年9月9日から同年12月16日までNBCで放送されたテレビアニメシリーズ。全13話。日本未放送。本作にはヒューマン・トーチが登場しない。
元々はユニバーサル・スタジオが映画の宣伝のために作られたものだが、その映画は結局制作されなかった。

### Fred and Barney Meet the Thing
1979年9月8日から12月1日までアメリカのNBCで放送されたテレビアニメ、ハンナ・バーベラ・プロダクション制作。日本未放送。これはシングを主役としたテレビシリーズで、原始家族フリントストーンのフレッドとバーニーも登場する。なお、チームのファンタスティック・フォーは登場しない代わりにセンタービル高校の高校生 ベンジーがザ・シングと一緒に悪いやつらと戦っている。

#### キャスト
シング
声 - ジョー・ベイカー
ベンジー・グリム
声 - ウェイン・モートン

### ファンタスティック・フォー
1994年から1996年にかけてアメリカで放送されたテレビアニメ、全26話。第1期と第2期では、オープニング・サブタイトルなどに違いがあり、特にオープニングの差異は大きい（第1期は主題歌が採用されている）。
日本では、2006年11月5日から2007年5月6日までトゥーン・ディズニーのJETIXで放送された。日本語版ではオープニングが日本語で歌われている。

### Fantastic Four: World's Greatest Heroes
『Fantastic Four: World's Greatest Heroes』は、2006年9月から2007年10月2日までアメリカのカートゥーン ネットワークで放送されたテレビアニメ。アメリカ・カナダ・フランスの共同制作。全26話。日本未放送。前作とは異なり、様々なファンタスティック・フォーのコミック・シリーズの要素を多く取り入れた完全オリジナル・ストーリーとなっている。

## 映画
- ザ・ファンタスティック・フォー（1994年）
劇場未公開で、ビデオも発売されなかった低予算映画。総時間は90分。プロデューサーはロジャー・コーマン。
- ファンタスティック・フォー ［超能力ユニット］
2005年に実写映画として公開。20世紀フォックス提供。上映時間110分。製作費1億ドル。
日本公開の際には「フォー」と叫ぶネタで当時人気だったレイザーラモンHGが宣伝を担当した。また、日本語版のエンディングはORANGE RANGEが担当し、劇中の曲とリミックスしたバージョンの「KIRIKIRIMAI」を楽曲提供した。
- ファンタスティック・フォー:銀河の危機
2005年の映画の続編として2007年に公開。20世紀フォックス提供。上映時間92分。製作費1億3000万ドル。
- ファンタスティック・フォー（2015年）
20世紀フォックス提供。2015年8月7日に全米公開のリブート実写映画。日本では同年10月9日公開[3]。本作のFFは宇宙船の事故ではなく、テレポート装置の事故で異次元に飛ばされることによって超能力を得る設定になっている。
- ファンタスティック4:ファースト・ステップ (2025年)
マーベル・スタジオ提供。2025年7月25日に全米公開のMCU版[4]。

## キャラクターと俳優
| キャラクター                                    | 作品                                                                        | 作品                                          | 作品                                                      | 作品                       | 作品                                     |
| キャラクター                                    | 未公開版                                                                    | ティム・ストーリー版                          | ティム・ストーリー版                                      | ジョシュ・トランク版       | MCU版                                    |
| キャラクター                                    | ザ・ファンタスティック・フォー                                              | ファンタスティック・フォー ［超能力ユニット］ | ファンタスティック・フォー:銀河の危機                     | ファンタスティック・フォー | ファンタスティック4:ファースト・ステップ |
| ----------------------------------------------- | --------------------------------------------------------------------------- | --------------------------------------------- | --------------------------------------------------------- | -------------------------- | ---------------------------------------- |
| リード・リチャーズ/ミスター・ファンタスティック | アレックス・ハイド＝ホワイト                                                | ヨアン・グリフィズ                            | ヨアン・グリフィズ                                        | マイルズ・テラー           | ペドロ・パスカル                         |
| スー・ストーム / インビジブル・ウーマン         | レベッカ・スターブ                                                          | ジェシカ・アルバ                              | ジェシカ・アルバ                                          | ケイト・マーラ             | ヴァネッサ・カービー                     |
| ジョニー・ストーム/ヒューマン・トーチ           | ジェイ・アンダーウッド                                                      | クリス・エヴァンス                            | クリス・エヴァンス                                        | マイケル・B・ジョーダン    | ジョセフ・クイン                         |
| ベン・グリム/ザ・シング                         | マイケル・ベイリー・スミス（ベン・グリム） カール・チャルファリオ（シング） | マイケル・チクリス                            | マイケル・チクリス                                        | ジェイミー・ベル           | エボン・モス=バクラック                  |
| ヴィクター・フォン・ドゥーム/ドクター・ドゥーム | ジョセフ・カルプ                                                            | ジュリアン・マクマホン                        | ジュリアン・マクマホン                                    | トビー・ケベル             | ロバート・ダウニー・ジュニア             |
| シルバーサーファー                              |                                                                             |                                               | ダグ・ジョーンズ（演） ローレンス・フィッシュバーン（声） |                            | ジュリア・ガーナー                       |
| ギャラクタス                                    |                                                                             |                                               |                                                           |                            | ラルフ・アイネソン                       |
| アリシア・マスターズ                            | カット・グリーン                                                            | ケリー・ワシントン                            | ケリー・ワシントン                                        |                            |                                          |
| ハービー                                        |                                                                             |                                               |                                                           |                            | マシュー・ウッド                         |

## ゲーム

### 日本国内発売タイトル
カプコンの対戦格闘ゲームのマーベルが関連したVS.シリーズに、Dr.ドゥームが参戦し、『MARVEL VS. CAPCOM 3』ではスーパースクラルが参戦する。
- 『MARVEL SUPER HEROES』

中ボスとして登場。隠しコマンドを使うと、プレイヤーキャラとして使用できる。このときは、キャラ名が「ドクター・ドーム」になっていた。
- 『MARVEL VS. CAPCOM 2 NEW AGE OF HEROES』
- 『MARVEL VS. CAPCOM 3 Fate of Two Worlds』

Dr.ドゥームが前作に引き続き登場し、新たにスーパースクラルが参戦する。また、ギャラクタスがボスキャラクターとして登場している。
アクティビジョンから発売されたアクションRPGマーベル・コミックのクロスオーバー作品、日本語版ローカライズはインターチャネルがおこなっている。なお、日本語版はPS3とWii版のみ発売。
- 『MARVEL:ULTIMATE ALLIANCE』

プレイヤーキャラクターとしてMR.ファンタスティック、インビシブル・ウーマン、ヒューマン・トーチ、ザ・シング、シルバーサーファー、DR.ドゥーム(Xbox 360版のみ使用可能)が登場
アクレイムから1997年に発売されたプレイステーション用ソフト。横スクロールのベルトスクロールアクションゲームで、日本でもアクレイムジャパンから発売された。
- 『Fantastic Four』

### 日本版未発売タイトル
主要作品
- en:Fantastic Four (2005 video game)　PS2・Xbox・GC・GBA・PC
- en:Fantastic Four: Rise of the Silver Surfer (video game)　PS3・Xbox 360・Wii・PS2・DS

クロスオーバー作品
- en:Marvel Nemesis: Rise of the Imperfects　PS2・PSP・DS・Xbox・GC
- en:Marvel: Ultimate Alliance 2　PS2・PSP・DS・Xbox 360・PS3・Wii
- en:Marvel Super Hero Squad　PS2・PSP・DS・Wii